# Kapel van Hondzocht

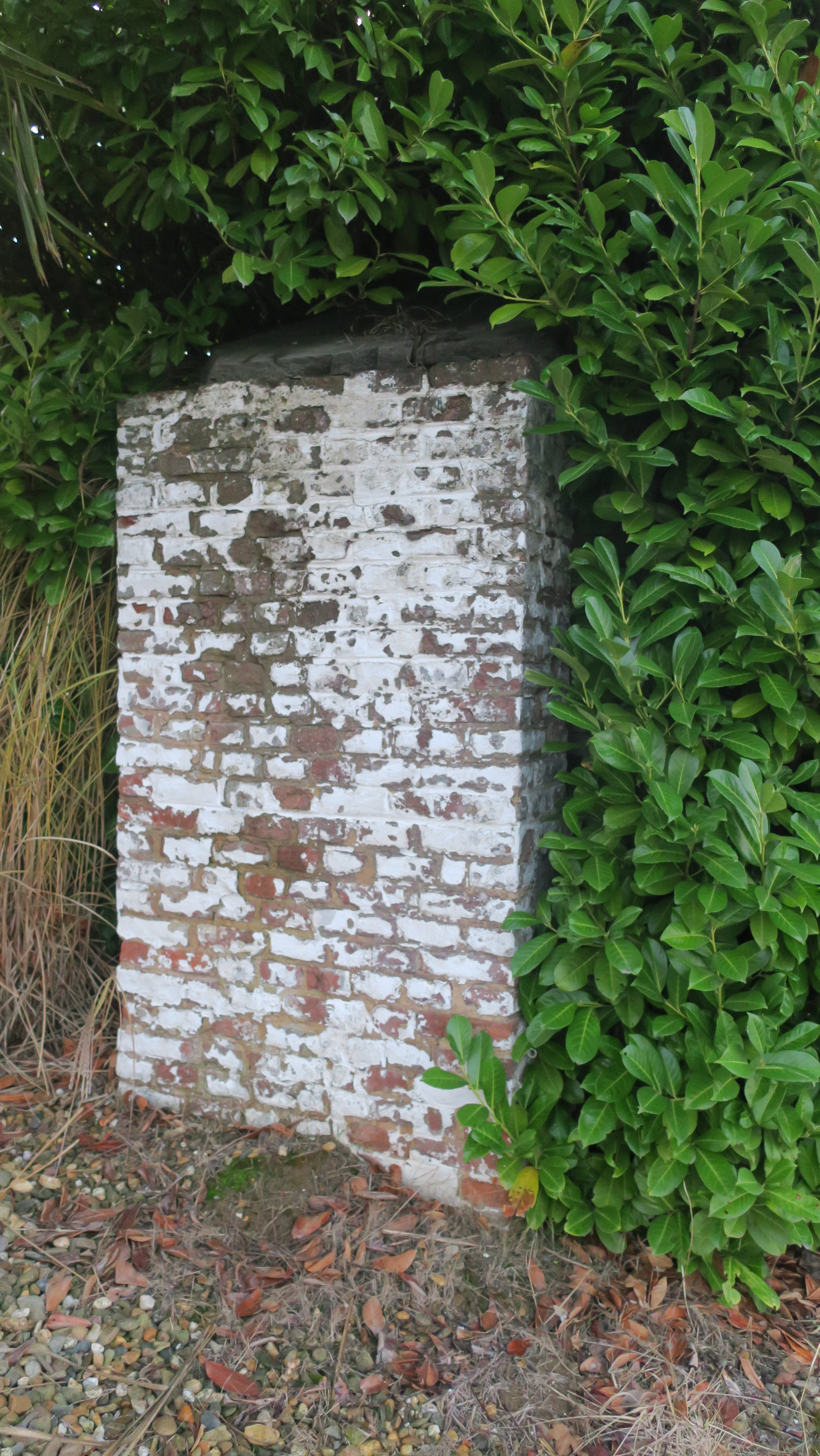

De Sint-Veroonkapel, ook gekend als Kapel van Hondzocht, bevindt zich in Vlaams-Brabantse gemeente Halle op de Hondzochtsesteenweg 175.

## Historiek
Ze werd gebouwd in 1829: 
deze capelle is hier gebouwd int jaer 1829 tot eer en glorie van den h.veronus patroon van lembecq dienaer van god door jacobus vancottem gebortig van lembecq.
Het is daarmee de oudst gedocumenteerde bakstenen pijlerkapel. Bovendien is het een voorbeeld van kapellen die gebouwd zijn door rijke particulieren om zowel hun devotie als hun naam te vereeuwigen in een uitvoerig opschrift.

## Architectuur
De kapel bestaat uit baksteen die witgeschilderd is en is beschermd door een arduinen zadeldak. Onder de nis is de inscriptie leesbaar. In de nis prijkte een beeldje van Sint-Veroon.
De kapel maakt deel uit van de Sint-Veroonmars, een jaarlijkse processie in Lembeek.